# 林えり子
林 えり子（はやし えりこ、1940年1月2日 - 2019年6月18日）は、日本の作家。東京府出身。1962年、慶應義塾大学文学部卒業。本名・林惠理子、旧姓・須川惠理子。日中文化交流協会、日本文芸家協会、各会員。「三田文学」常任理事。

## 人物
大学在学中から戸板康二に師事し、その後雑誌編集者を経て作家になる。1970年、グラフ社『マイライフ』編集長を辞任。1978年、中央公論小説新人賞佳作。
生粋の江戸っ子（14代目）で、実在の人物をモチーフとした作品や、東京（江戸）の古き良き時代をモチーフにした作品が多い。
1988年には戸板康二の『見た芝居・読んだ本』（文春文庫）で解説文を書いている。
1997年、著書『川柳人 川上三太郎』が、評論・伝記部門で第11回大衆文学研究賞を受賞。
また、『日本女子大桂華寮』は『スクールガール・セレナーデ 桂華學女小夜曲』としてドラマ化されている。長野県佐久市に別荘を持っていた。

## 書籍
- 『女流の仕事部屋』グラフ社、1982年。ISBN 4766200225。
- 『ぶんや泣き節くどき節：岡本文弥新内一代記』朝日新聞社、1983年。ISBN 4022551429。
- 『愛せしこの身なれど：竹久夢二と妻他万喜』新潮社、1983年。ISBN 4087495094。
- 『焼跡のひまわり 中原淳一』新潮社、1984年。ISBN 4103445025。
- 『日本女子大桂華寮』新潮社、1988年。ISBN 4103445033。
- 『仮装- 男装の麗人・川島芳子』集英社、1989年。ISBN 4087494608。
- 『女探偵物語：芦沢雅子事件簿』六興出版、1990年。ISBN 4845360446。
- 『結婚百物語』河出書房、1990年。ISBN 4309007783。
- 『宵越しの銭：東京っ子ことば 秋谷勝三老人聞き書き』河出書房、1991年。ISBN 4309007074。
- 『続 結婚百物語』河出書房、1992年。ISBN 4309006426。
- 『尼寺巡礼：人生と心の法話 仏に仕える17人の女達』婦人画報社、1994年。ISBN。
- 『私たち、花の80代：輝き続ける女性たちの生き方』佼成出版社、1996年。ISBN 4333018218。
- 『この人たちの結婚：明治大正名流婚』講談社、1997年。ISBN 4062084120。
- 『川柳人 川上三太郎』河出書房、1997年。ISBN 4309011306。
- 『田舎暮しをしてみれば』集英社、1998年。ISBN 4087487741。
- 『嫁のいい分、姑のいい分』清流出版、2000年。ISBN 4916028708。
- 『福沢諭吉を描いた絵師：川村清雄伝』慶應義塾大学出版会、2000年。ISBN 4766407768。
- 『東京っ子ことば抄』講談社、2000年。ISBN 4062103346。
- 『江戸方の女』講談社、2001年。ISBN 4062105527。
- 『マイ・ラスト・セレモニー：新しいお葬式さがし』集英社インターナショナル、2003年。ISBN 4797670746。
- 『東京っ子ことば』文藝春秋、2004年。ISBN 4167679116。
- 『冬のソナタに恋した人へ：お願い!これだけは知っておいて』グラフ社、2005年。ISBN 4766208625。
- 『忘れそうなモノ語り』グラフ社、2005年。ISBN 4766209079。
- 『ヨン様川柳：心にズキン!』グラフ社、2005年。ISBN 4766209281。
- 『生きている江戸言葉』集英社、2007年。ISBN 4087200450。
- 『清朝十四王女 川島芳子の生涯』ウェッジ、2007年10月。ISBN 4863100094。
- 『江戸御府内八十八ヶ所東京お遍路大江戸めぐり』主婦の友、2011年。ISBN 4072754129。

他。

## 雑誌執筆
- 『清流』清流出版
- 『三田文学』慶應義塾大学出版会
- 『Wedge』ウェッジ
- 『銀座百点』銀座百店会